# راي مارتن (صحفي)
راي مارتن (بالإنجليزية: Ray Martin)‏ هو كاتب سير ذاتية وصحفي ومقدم تلفزيوني أسترالي، ولد في 20 ديسمبر 1944 في ريتشموند ‏ في أستراليا.

## وصلات خارجية
- راي مارتن على موقع IMDb (الإنجليزية)
- راي مارتن على موقع ديسكوغز (الإنجليزية)